# 湖南稗子

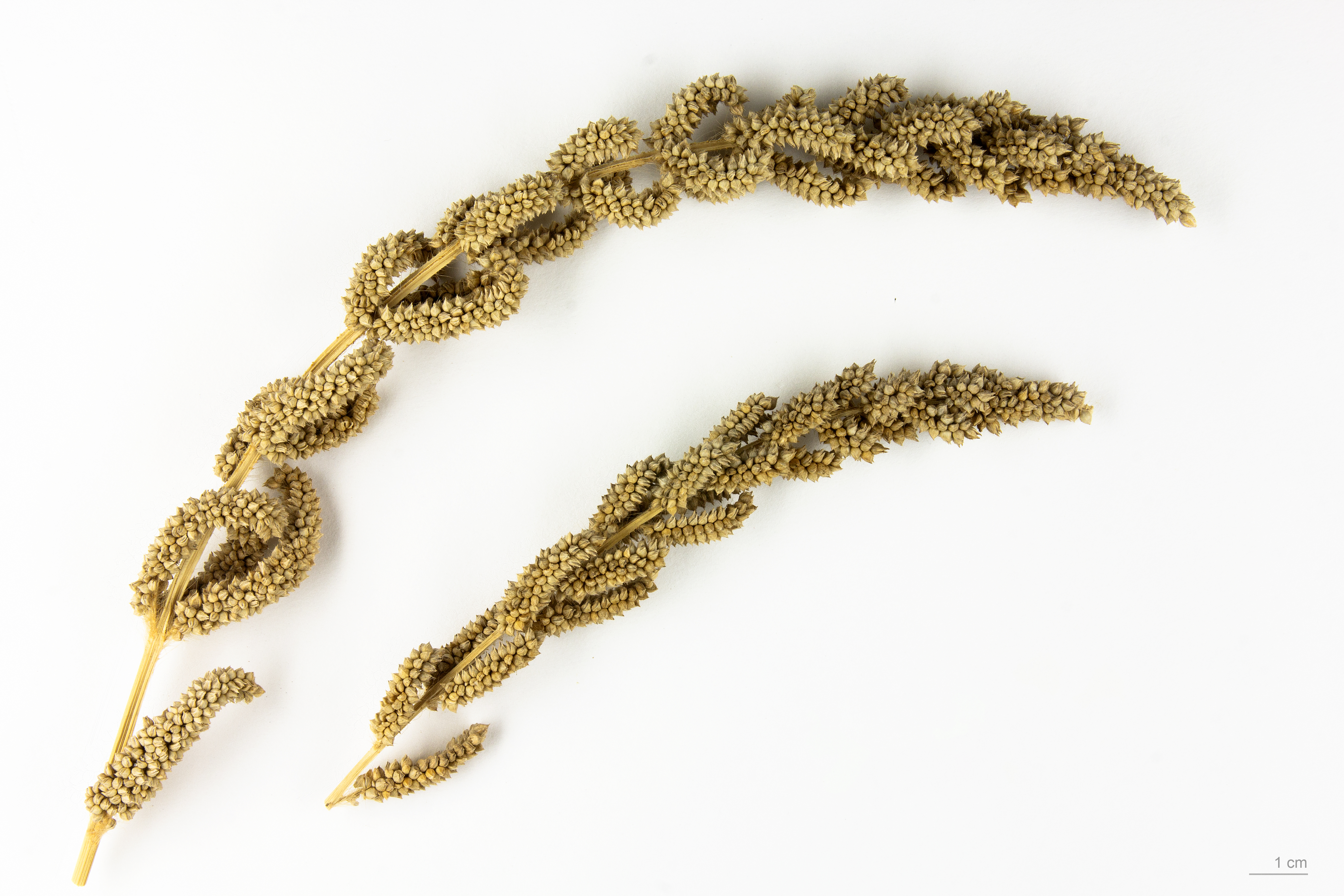
Echinochloa frumentacea

湖南稷子（学名：Echinochloa frumentacea），又名参子，为禾本科稗属下的一种草本植物，廣泛栽培于亞非的溫暖地區，高度最高可達150釐米，可作為飼料或糧食。

## 扩展阅读
- 維基物種上的相關：参子